# Constance Markiewicz
Constance Georgine Markiewicz, grevinnan Markiewicz, född Constance Georgine Gore-Booth den 4 februari 1868 i London i Storbritannien, död den 15 juli 1927 i Dublin, var en irländsk Sinn Féin- och Fianna Fáil-politiker, revolutionär, suffragett och socialist.

## Biografi
Constance Markiewicz var skribent och illustratör i tidskriften Inghinidhe na hÉireann ('Irlands döttrar') samt var 1909 med och grundade den irländska scoutrörelsen Fianna Éireann (som nu räknas som en terroristgrupp av Storbritannien).
Tillsammans med andra suffragetter protesterade Markiewicz våldsamt mot Irish Partys utspel i det brittiska parlamentet om att kvinnor inte skulle ha rösträtt om de fick igenom sin fråga om självständighet. Gruppen slog sönder ett flertal fönster på offentliga byggnader och hungerstrejkade i fängelset. Hon fick stöd från fackföreningen Irish Trade Unions och återgäldade tjänsten 1913 genom att stödja fackföreningen i Dublinlockouten, en arbetskonflikt som involverade tusentals arbetare, och fackföreningens ordförande Jim Larkin sov hos Markiewicz natten innan den blodiga söndagen 1913.
År 1916 slogs Markiewicz tillsammans med sina forna pojkscouter i påskupproret.
Constance Markiewicz blev 1918 den första kvinnan som valdes till det brittiska underhuset, även om hon inte tog sin plats utan istället var med och bildade den första Dáil Éireann året därpå. Hon blev sedan den första kvinnan i Irlands parlament, där hon satt 1919-1927.
Hon var även den första kvinnan i Västeuropa som höll en plats i en kabinett, som arbetsminister i Irland 1919–1922.